# Epiphora feae
Epiphora feae är en fjärilsart som beskrevs av Aurivillius 1908-1909. Epiphora feae ingår i släktet Epiphora och familjen påfågelsspinnare. Inga underarter finns listade i Catalogue of Life.